# 齊布里察河
齊布里察河是保加利亞的河流，位於該國北部，屬於多瑙河的右支流，河道全長88公里，集水區面積934平方公里，河水主要用作灌溉。
43°49′N 23°31′E / 43.817°N 23.517°E